# Pseudagrion serrulatum
Pseudagrion serrulatum är en trollsländeart. Pseudagrion serrulatum ingår i släktet Pseudagrion och familjen dammflicksländor. IUCN kategoriserar arten globalt som livskraftig.

## Underarter
Arten delas in i följande underarter:
- P. s. serrulatum
- P. s. martorelli